# بريك إيزنر
بريك إيزنر (بالإنجليزية: Breck Eisner)‏ مواليد 24 ديسمبر 1970 في كاليفورنيا، هو مخرج أمريكي. بدأ مسيرته الفنية في سنة 2002. درس في جامعة جورجتاون.

## الأعمال
- صحاري
- صائد الساحرات الأخير

## وصلات خارجية
- بريك إيزنر على موقع IMDb (الإنجليزية)
- بريك إيزنر على موقع ألو سيني (الفرنسية)
- بريك إيزنر على موقع أول موفي (الإنجليزية)
- بريك إيزنر على موقع قاعدة بيانات الأفلام السويدية (السويدية)
- بريك إيزنر على موقع قاعدة بيانات الفيلم (الإنجليزية)
- بريك إيزنر على موقع كينوبويسك (الروسية)